# Mutzenbacher (Film)
Mutzenbacher (Eigenschreibweise MUTZENBACHER, anderer Titel Plädoyers für die unsinnige Liebe) ist ein österreichischer Film in dokumentarischer Form unter der Regie von Ruth Beckermann aus dem Jahr 2022. Der Film feierte am 13. Februar 2022 auf der Berlinale seine Weltpremiere in der Sektion Encounters und erhielt dort den Preis für den Besten Film.

## Handlung
Der Film konfrontiert im Rahmen einer realen Castingsituation einhundert Männer unterschiedlichen Alters mit Textpassagen aus dem Roman Josefine Mutzenbacher. Maximal vier von ihnen sitzen jeweils auf einer rosa Couch und lesen zum Einstieg Passagen aus dem Roman vor, die sie erst ganz kurz vorher erhalten haben. Dann antworten sie auf Fragen der Regisseurin, die nicht im Bild ist, und reden auch miteinander über die Koppelung von Text und eigenen Erfahrungen. Einmal improvisiert ein Mann eine Annäherungsszene, ein anderer ist nur zum Lesen bereit und lehnt eine szenische Darstellung explizit ab. Bei der Frage nach der Motivation für die Teilnahme an dem Casting vermutet ein Mann, dass nur ein Teil der Gruppe durch den Text zum Mitmachen motiviert wurde, andere aber eher neugierig auf die Erfahrung, bei einem Film mitzumachen, gewesen seien. Nur wenige haben den Roman gelesen; diese sind alle älter. Einer von ihnen hebt als zentrale, häufig wiederholte Textstelle die Aufforderung zur Geheimhaltung der sexuellen Handlungen hervor. Zur Entstehungszeit des Textes hätten Frauen noch Spaß an Männern gehabt, heute sehe man hinter Annäherungen sehr schnell Übergriffe. Als er meint, es gebe keine Frauen mehr, die ihre Freude an sexuellen Begegnungen mit Männern ausdrückten, widerspricht ihm ein jüngerer Mann. In einer anderen Szene tauschen zwei ältere Männer sich darüber aus, dass früher „alles lockerer“ gewesen sei; die Romanfigur habe das Beste aus ihrer Situation gemacht. Thematisiert wird auch, dass der anonym erschienene Roman möglicherweise von einem Mann geschrieben wurde und die Figur der Josefine als Männerphantasie konstruiert sei, die das männliche Begehren rechtfertige, ja als erwünscht darstelle.
Von jüngeren Männern wird mehrfach geäußert, sie könnten ihren moralischen Kompass nicht abstellen und nähmen daher eine distanzierte Haltung zu den Sexszenen mit der minderjährigen Mutzenbacher ein. Einer schüttelt sich nach dem Lesen einer Szene sogar vor Abscheu. Ältere dagegen geben ihr sexuelles Interesse an Mädchen durchaus zu. Ein Mann äußert Bedenken darüber, welcher Eindruck von ihm beim Anschauen des Films bei seiner Familie entstehen könne. Erwähnt wird auch der Leistungsdruck, der auf Männern heute durch den Wettbewerb über Dating-Apps und dem leichten Zugang zu Pornografie entstanden sei; dieser mache eine sexuelle Begegnung zu einer Vorführung, bei der Männer eine Checkliste abhakten, die ihr Verhalten steuere.
Thematisiert wird auch die Rolle der Sprache im Roman; Sprache sei im sexuellen Kontext „ein Teil der Lust“. In einigen Szenen sind alle Männer als Sprechchor im Bild; einer sagt eine Passage an, die übrigen wiederholen mehrmals. Dies bringt eine lyrische Ebene in den Film hinein. Anfangs werden Kosenamen gesprochen, später eine Reihe von umgangssprachlichen Begriffen für die Ausübung von Geschlechtsverkehr. Dies sind die einzigen Textteile im Film, die nicht aus dem Buch stammen.

## Produktion

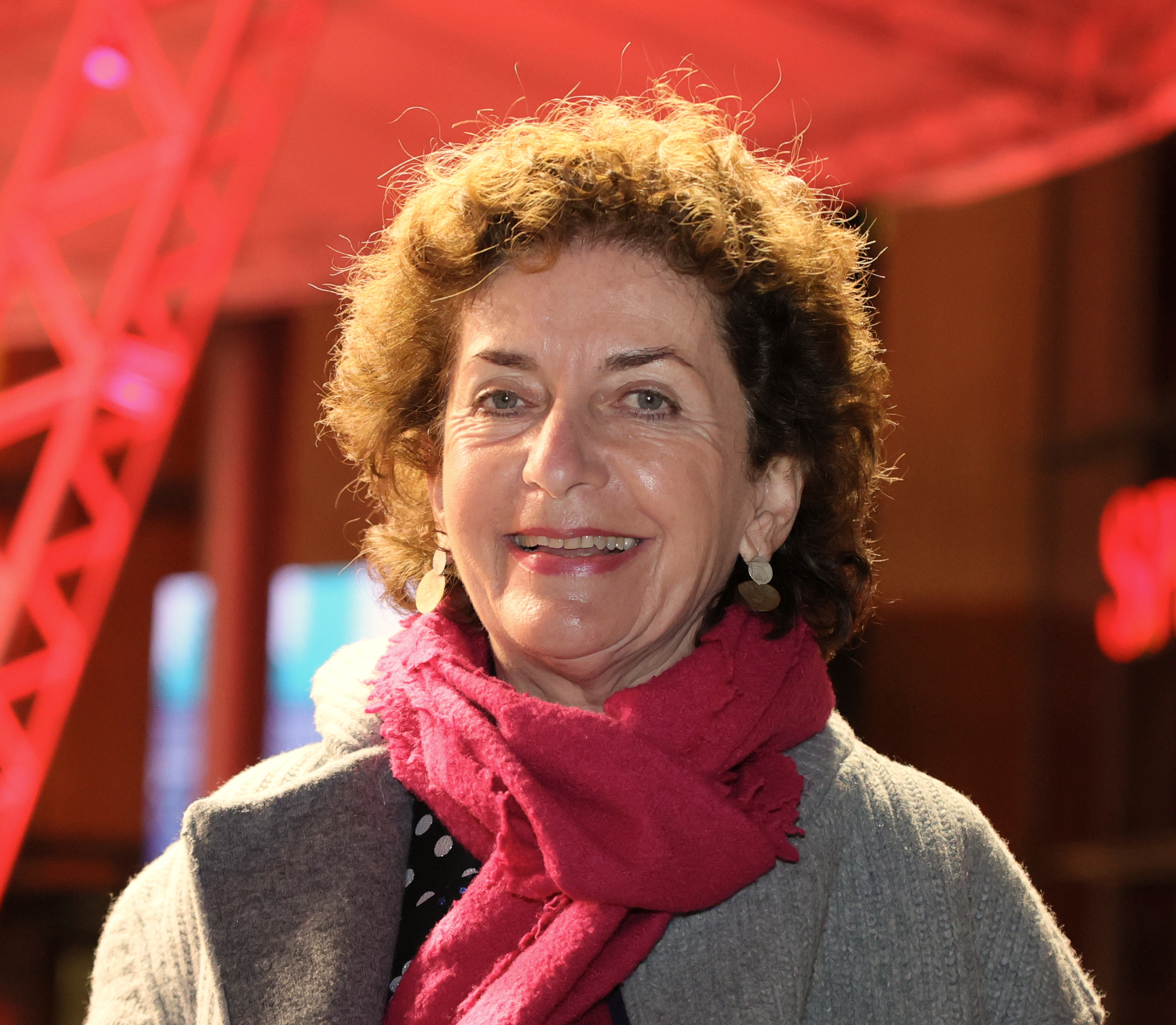
Ruth Beckermann (2022)

Im April 2021 suchte die Regisseurin über Veröffentlichungen in der Presse nach männlichen Mitwirkenden im Alter von 16 bis 99 Jahren. Dreherfahrung war keine Voraussetzung für das im Mai 2021 stattfindende Casting. Die nur scheinbar weibliche Sichtweise des Romans Josefine Mutzenbacher auf Sexualität nahm die Regisseurin zum Anlass, einen Austausch über Sexualität und Tabus anzuregen. Wie schon bei Die Geträumten besteht auch dieser Film aus den Szenen des realen Castings. Die Regisseurin lernte die Männer vor dem Drehen absichtlich nicht kennen, sodass die Kommunikation eine Herausforderung war. Beckermann ist im Film nicht zu sehen, sondern nur aus dem Off zu hören. Sie wählte dies so, weil nach ihrer Ansicht „das Hors-Champs immer die Phantasie anregt“ und Frauen im Gegensatz zu Männern erotische Bilder nicht sehen müssen, sondern sie in ihrer Phantasie erzeugen.
Ruth Beckermann ging es darum, eine klare Grenze zwischen Fiktion und Realität zu ziehen. In der Phantasie dürfe und solle alles erlaubt sein. Ihre Entscheidung, nur Männer vor der Kamera zu zeigen, begründete sie so: „Ich glaube, dass Frauen erst dann wirklich gleichberechtigt sind, wenn sie es schaffen, Männer zu portraitieren und nicht nur sich selbst oder andere Frauen.“

### Filmstab
Regie führte Ruth Beckermann, die zusammen mit Claus Philipp auch das Drehkonzept entwickelte und den Film produzierte. Die Kameraführung lag in den Händen von Johannes Hammel, Editor war Dieter Pichler. Arbeitstitel war Unsinnige Liebe, ein weiterer Titel des Films lautet Plädoyers für die unsinnige Liebe.

## Förderungen
Das Österreichische Filminstitut förderte die Produktion mit 290.000 Euro. Auch der Filmfonds Wien gehörte zu den Unterstützern.

### Dreharbeiten und Veröffentlichung
Gedreht wurde in der ehemaligen Sargfabrik in Wien-Atzgersdorf (F23) an 22 Drehtagen zwischen Juni und Oktober 2021.  Das rosafarbene Sofa stammt aus den Beständen des sirene Operntheaters. Auch in Berlin fanden Dreharbeiten statt.
Der Film feierte am 13. Februar 2022 auf der Berlinale seine Weltpremiere in der Sektion Encounters.

## Auszeichnungen und Nominierungen
- 2022: Internationale Filmfestspiele Berlin, Sektion Encounters: 
  - Preis für den Besten Film
  - Preis für die Beste Regie, Spezialpreis der Jury (nominiert)[6]
- 2022: Berlinale Dokumentarfilmpreis (nominiert)[7]
- 2022: Fünf Seen Filmfestival: Dokumentarfilmpreis (nominiert)[8]